# Hiroseïta
La hiroseïta és un mineral de la classe dels silicats. Rep el nom en honor de Kei Hirose (n. 1968), de la Universitat de Tòquio, per les seves contribucions fonamentals al descobriment de la fase postperovskita en particular i a la mineralogia de la perovskita del mantell en general.

## Característiques
La hiroseïta és un silicat de fórmula química FeSiO₃. Va ser aprovada com a espècie vàlida per l'Associació Mineralògica Internacional l'any 2019, sent publicada per primera vegada el 2020. Cristal·litza en el sistema ortoròmbic. És una espècie polimorfa de la clinoferrosilita i de la ferrosilita. A més és isostructural amb la bridgmanita, de la qual és l'anàleg amb ferro.
L'exemplar que va servir per a determinar l'espècie, el que es coneix com a material tipus, es troba conservat a les col·leccions mineralògiques del Museu d'Història Natural de la Universitat de Florència, a Itàlia, amb el número de catàleg: 3238/i.

## Formació i jaciments
Va ser descoberta al meteorit Suizhou, un conjunt de 12 pedres recollides la primavera de 1986 a la localitat xinesa de Xihe, al districte de Zengdu (Suizhou, Hubei). Es va trobar en un gra ric en ferro en fusió d'impacte. El nucli d’aquest gra consisteix en cristalls d'hiroseïta en una matriu de periclasa amb ferro, envoltada per una solució sòlida de ringwoodita-ahrensita. El meteorit és l'únic indret de tot el planeta on ha estat descrita aquesta espècie mineral.